# Bazelat
Bazelat település Franciaországban, Creuse megyében. Lakosainak száma 229 fő (2022. január 1.). Bazelat Azerables, La Chapelle-Baloue, Lafat, Saint-Agnant-de-Versillat, Saint-Germain-Beaupré és Saint-Sébastien községekkel határos.

## Népesség
A település népességének változása:
| Lakosok száma | 492  | 373  | 303  | 284  | 282  | 274  | 256  | 247  | 244  | 229  |
|               | 1968 | 1982 | 1990 | 2006 | 2013 | 2015 | 2017 | 2019 | 2020 | 2022 |